# Rosita Reijnhout
Rosita Reijnhout, née le 8 avril 2004 à Wolphaartsdijk, est une coureuse cycliste néerlandaise.

## Biographie
Rosita Reijnhout est originaire de Wolphaartsdijk et est soutenue chez les juniors (17/18 ans) par CyclingClassNL, une initiative de la Fédération néerlandaise de cyclisme et de l'équipe Jumbo-Visma. Durant ses deux années juniors, elle se classe à deux reprises cinquième du classement général de la Bizkaikoloreak, l'une des manches de la Coupe des Nations Juniors. Chez les juniors, elle participe également aux championnats d'Europe 2021 et 2022, ainsi qu'aux championnats du monde 2022. En 2023, elle décroche un contrat professionnel avec Jumbo-Visma. 
En janvier 2024, au début de sa deuxième année professionnelle, elle crée la surprise en remportant la Deakin University Elite Women’s Road Race en Australie. Avec cette victoire, elle devient à 19 ans et 294 jours la plus jeune lauréate d'une manche de l'UCI World Tour féminin. Seule la Polonaise Franziska Koch était plus jeune (19 ans et 47 jours) lorsqu'elle a remporté une étape du Boels Ladies Tour 2019.

## Palmarès sur route

### Par années
- 2024
  - Deakin University Elite Women’s Road Race

### Résultats sur les grands tours

#### Tour d'Italie
2 participations
- 2024 : non partante (5e étape)
- 2025 : 20e

### Classements mondiaux
| Année                                 | 2023 | 2024 |
| ------------------------------------- | ---- | ---- |
| Classement UCI                        | 712e | 72e  |
| UCI World Tour                        | 259e | 34e  |
|                                       |      |      |
| Légende : nc = non classéSource : UCI |      |      |